# Кошино
Кошино — село в Киреевском районе Тульской области России.
В рамках административно-территориального устройства входит в Новосельский сельский округ Киреевского района, в рамках организации местного самоуправления включается в сельское поселение Шварцевское.

## География
Расположено на реке Шат, в 22 км к северо-западу от города Киреевска и в 15 км к юго-востоку от центра Тулы. 
С востока примыкает железнодорожная станция и одноимённый посёлок станции Присады (на линии Узловая — Тула).

## Население
| 2002 | 2010 |
| ---- | ---- |
| 200  | ↗212 |